# ديفيد دوراند
ديفيد دوراند (بالفرنسية: David Durand)‏ هو مؤرخ فرنسي، ولد في 1680 في هيرولت في فرنسا، وتوفي في 16 يناير 1763 في لندن في المملكة المتحدة.